# Laronius
Laronius erewan es una especie de araña araneomorfa de la familia Gnaphosidae. Es la única especie del género monotípico Laronius.  

## Distribución
Es originaria de Tailandia y Sumatra en Indonesia.